# 대한민국 상법 제451조
대한민국 상법 제451조는 자본금에 대한 상법 회사법의 조문이다. 주주와 회사채권자 보호를 위하여 회사가 보유하여야 할 책임재산의 최저한도인 주식회사의 자본인 자본금을 주식의 액면총액으로 하는 내용을 규정한다.

## 조문
제451조(자본금) ① 회사의 자본금은 이 법에서 달리 규정한 경우 외에는 발행주식의 액면총액으로 한다.
② 회사가 무액면주식을 발행하는 경우 회사의 자본금은 주식 발행가액의 2분의 1 이상의 금액으로서 이사회(제416조 단서에서 정한 주식발행의 경우에는 주주총회를 말한다)에서 자본금으로 계상하기로 한 금액의 총액으로 한다. 이 경우 주식의 발행가액 중 자본금으로 계상하지 아니하는 금액은 자본준비금으로 계상하여야 한다.
③ 회사의 자본금은 액면주식을 무액면주식으로 전환하거나 무액면주식을 액면주식으로 전환함으로써 변경할 수 없다.

## 참고 문헌
- 이기수, 최병규, 회사법 상법강의 2, 박영사, 2015. ISBN 9791130327822

## 같이 보기
- 대한민국 상법 제329조
- 주식
- 액면주식
- 무액면주식